# Andreas Schimper
Andreas Franz Wilhelm Schimper (Straatsburg, 12 1856 — Bazel, 9 september 1901) was een Duits botanicus en plantengeograaf die belangrijke bijdragen leverde op het gebied van histologie, ecologie en geografische verspreiding van diverse organismen. Hij reisde af naar Zuidoost-Azië en het Caribisch gebied als onderdeel van diepzee-expeditie in 1899. Hij introduceerde de termen ‘tropisch regenwoud’ en ‘sclerofyl’.

## Levensloop en werken
Schimper studeerde natuurwetenschappen, in het bijzonder botanie, aan de Universiteit van Straatsburg. Hij was student van onder andere Anton de Bary. In 1878 behaalde hij zijn doctoraat, waarna hij kort in Lyon werkte. In 1880 verhuisde hij naar de Verenigde Staten en werd hij een Fellow aan de Johns Hopkins-universiteit.
In 1882 ging Schimper terug naar de Universiteit van Bonn, waar hij samenwerkte met Eduard Strasburger, en werd daar privédocent. In 1883 postuleerde Schimper de endosymbiotische oorsprong van chloroplasten en maakte een belangrijke aanzet tot de endosymbiosetheorie van Konstantin Mereschkowski en Lynn Margulis. In 1886 werd hij benoemd tot buitengewoon hoogleraar aan de Universiteit van Bonn en deed hij voornamelijk onderzoek aan histologie, chromatoforen en zetmeelmetabolisme. Ook raakte hij, gedurende de expedities naar West-Indië en Venezuela (1882-1883), geïnteresseerd in geografische verspreiding en ecologie van planten. In 1886 verbleef hij bij Fritz Müller in Brazilië en de jaren daarop in Ceylon, de Malaya en de botanische tuin in Buitenzorg (Java). Zijn onderzoek was met name gericht op mangroven, epifyten en kustvegetatie. Zo schreef hij een omvangrijk verslag van de Rhizophoraceae in Natürliche Pflanzenfamilien.
Schimper was de eerste die een duidelijke en juiste definitie van plastiden gaf en verschillende typen plastiden kon onderscheiden. In 1899 werd hij hoogleraar Botanie aan de universiteit van Basel. Zijn gezondheid werd ernstig aangetast door malaria die hij had opgelopen in Kameroen en Dar es Salaam, en hij stierf op 45-jarige leeftijd in 1901.